# Остен-Дризен, Николай Фёдорович
Барон Николай Фёдорович Остен-Дризен (1836 — не ранее 1909) — генерал от инфантерии, участник подавления польского восстания 1863 г. и русско-турецкой войны 1877—1878 гг.

## Биография
Происходил из дворян евангелическо-реформатского вероисповедания Курляндской губернии; сын генерала от инфантерии Фёдора Васильевича Дризена. Был назначен пажем 21 февраля 1841 года, 30 октября 1847 года поступил в Пажеский корпус, 11 июня 1855 года произведён в камер-пажи. Выпущен в прапорщики лейб-гвардейского Стрелкового батальона, при выпуске наименован отличнейшим. С 11 июля по 25 сентября находился в Москве, в составе отряда войск Гвардейского и Гренадерского корпусов, собранного по случаю Священного Коронования Императора Александра II.
23 марта 1858 года барон произведён в подпоручики и 20 ноября того же года командирован в Стрелковую офицерскую школу. 12 апреля 1859 года произведён в поручики и 31 октября по окончании курса откомандирован обратно в батальон. 21 мая назначен заведующим по оружейной части батальона. 17 апреля 1862 года произведён в штабс-капитаны, с 1 мая по 21 декабря 1863 года находился в составе войск Виленского военного округа и участвовал в усмирении польского мятежа. С 24 июля 1863 года назначен командиром роты, в том же году 30 августа Дризден произведён в капитаны. Должность заведующего оружейной частью сдал 2 января 1864 года.
28 ноября 1867 года назначен младшим штаб-офицером в лейб-гвардии Царскосельский стрелковый батальон; 31 марта 1868 года произведён в полковники, а 30 августа того же года награждён орденом Святого Станислава 2-й степени, а 30 августа 1870 года к этому ордену ему была пожалована императорской корона.
21 апреля 1871 года Н. Ф. Дризен назначен командиром 2-го стрелкового генерал-фельдмаршала Барятинского батальона. 7 января 1873 года награждён орденом Святой Анны 2-й степени и 25 февраля того же года назначен командиром 111-го пехотного Донского полка. 20 марта 1875 года уволен в отпуск с отчислением по армейской пехоте и с сохранением, в продолжение одного года содержания. 12 октября 1876 года назначен Ростовским уездным воинским начальником и начальником Ростовского военного полугоспиталя. 27 сентября 1877 года Дризен назначен командиром 123-го пехотного Козловского полка, входившего в состав Дунайской армии, — полк был в это время был расположен в селе Маркове близ Филипполя.
Вскоре полк был переведён в деревню Дермен-дере, здесь барон руководил Дерментским отрядом при подавлении восстания в Родопских горах и при преследовании башибузуков. 12 июля Козловский полк выступил через Татар-Базараджик и Ихтиман в город Софию, причем на полк было возложено исправление шоссе, для свободного движения войск и их обозов. С 10 августа 1878 года по 18 мая 1879 года полк находился в Софии, в составе оккупационных войск. Барон Дризен принимал деятельное участие в возобновлении города. 18 мая 1878 года полк выступил обратно в Россию, следовал через города Орхание, Плевну и Белу на Рущук; здесь полк был посажен на баржи, которые доставили полк в Рени.
13 июня 1880 года барон Дризен «за отлично-усердную службу и труды понесённые в действующей армии», награждён орденом Святого Владимира 4-й степени. В том же году, согласно постановлению Главного Управления общества попечения о больных и раненых войнах 23 августа ему выдан знак красного креста. За отлично-усердную службу в составе оккупационных войск в княжестве Болгарском барон Дризен 23 января 1881 года награждён орденом Святого Владимира 3-й степени. В день коронации императора Александра III 15 мая 1883 года он был произведён в генерал-майоры с оставлением командиром полка; 25 ноября 1884 года был назначен командиром 2-й бригады 16-й пехотной дивизии, с зачислением по армейской пехоте.
30 августа 1887 года награждён орденом Святого Станислава 1-й степени; 7 апреля 1889 года зачислен в запас, а в следующем году отбывал лагерный сбор при 29-й пехотной дивизии. 30 октября 1890 года назначен командиром 2 бригады 25-й пехотной дивизии.
Согласно указу Правительствующего Сената за № 2365 и Высочайше утверждённого 23 мая 1894 года мнения Государственного Совета барона теперь следует именовать по фамилии барон фон дер Остен-Дризен. 6 декабря того же года он награждён орденом Святой Анны 1 степени. 8 апреля 1896 года назначен был начальником 25-й пехотной дивизии. В 1899 году удостоен ордена Святого Владимира 2-й степени.

## Семья
Барон Николай Федорович был женат на Прасковье Васильевне Оржевской (5.10.1846—21.10.1900), дочери В.В.Оржевского. Позже они развелись. Во втором браке Прасковья Васильевна вышла замуж за Николая Карловича Штрандмана.
Дочь Ольга, родившаяся 16 июля 1868 года, была замужем за Дмитрием Фёдоровичем Гагманом. 

## Воинские звания
- Прапорщик (16.07.1856)[2]
- Подпоручик (23.03.1858)
- Поручик (12.04.1859)
- Штабс-капитан (17.04.1862)
- Капитан (30.08.1863)
- Полковник (31.03.1868)
- Генерал-майор (11.11.1884)
- Генерал-лейтенант (14.05.1896)

## Награды
российские:
- Орден Святого Станислава 2 ст. (1868)
- Императорская корона к Ордену Святого Станислава 2 ст. (1870)
- Орден Святой Анны 2 ст. (1873)
- Орден Святого Владимира 4 ст. (1880)
- Орден Святого Владимира 3 ст. (1881)
- Орден Святого Станислава 1 ст. (1887)
- Орден Святой Анны 1 ст. (1894)
- Орден Святого Владимира 2 ст. (1899)